# Zāhedshīr
Zāhedshīr (persiska: Zāhedshīn, Zāhed Shīr, زاهدشير, زاهدشین) är en ort i Iran.   Den ligger i provinsen Lorestan, i den västra delen av landet, 400 km sydväst om huvudstaden Teheran. Zāhedshīr ligger 1 326 meter över havet och antalet invånare är 339.
Terrängen runt Zāhedshīr är lite kuperad. Runt Zāhedshīr är det ganska tätbefolkat, med 72 invånare per kvadratkilometer. Närmaste större samhälle är Khorramābād, 9,0 km väster om Zāhedshīr. Trakten runt Zāhedshīr består i huvudsak av gräsmarker.